# Yves Chevalier
Pour les articles homonymes, voir Chevalier.
Yves Chevalier, né le 24 février 1939 à Besançon, est un sociologue français, professeur honoraire à l'université François-Rabelais de Tours. Il est spécialiste de l'histoire de l'antisémitisme et des relations entre juifs et chrétiens. 

## Biographie
En 1970, il obtient une maîtrise en sociologie sur l'histoire et la sociologie de "l'immigration des juifs en Palestine puis en Israël depuis la fin du XIXe siècle". En 1973, il soutient devant l'université René Descartes (Parie V), sous la direction du professeur François Bourricaud et de Doris Bensimon, une thèse de 3e cycle "La stratification sociale de la société israélienne". Celle-ci est publiée en 1975 chez Hachette. En 1986, il soutient devant l'université de Paris-Sorbonne (Paris IV), sous la direction du professeur François Bourricaud, une thèse d'État intitulée "Le juif, bouc émissaire : contribution à la théorie de l’antisémitisme". Celle-ci est publiée en 1988, sous le titre "L'antisémitisme. Le Juif comme bouc émissaire" aux  Éditions du Cerf . 
De 1973 à 1998, il publie 80 articles scientifiques dans la revue Archives de sciences sociales des religions, éditée par l'École des hautes études en sciences sociales (EHESS).
De janvier 1969 à juin 1988, il enseigne la Sociologie à l'UER de Sciences Sociales de l'université René Descartes  (Paris V), d'abord (de 1969 à 1973) comme chargé de cours complémentaires à plein temps, puis (de 1973 à 1988) comme assistant, maître-assistant et maître de conférences. Il est nommé Professeur des Universités en avril 1988 et affecté à l'université François Rabelais de Tours où il enseigne la Sociologie à l'UFR "Arts et Science humaines" de septembre 1988 à juin 2008.
Parallèlement, de 1976 à 1991, il enseigne la sociologie d'Israël dans le cursus de la licence d'hébreu à Institut national des langues et civilisations orientales.
Il s'engage dès 1965 dans l'association Amitié judéo-chrétienne de France (AJCF), introduit par le Père Henri Cazelles et Jacques Nantet. Cette année-là, le IIe concile œcuménique du Vatican adopte la déclaration Nostra Ætate qui transforme la théologie catholique sur le judaïsme. Le président de l'AJCF, Jacques Madaule, convoque en 1966 une assemblée générale de Lille qui refonde l'association sur une base fédérative, et Yves Chevalier est nommé trésorier du Comité directeur. 
Le bulletin (trimestriel), Amitié Judéo-Chrétienne de France, est relancé en 1963 par l'historien Jean Baubérot, puis dirigé par l'écrivain Paul Nothomb à partir de 1970 ; Yves Chevalier participe au comité de rédaction. En mars 1975, Paul Nothomb et Yves Chevalier fondent une revue (mensuelle) Sens. Juifs et Chrétiens dans le monde aujourd'hui ; Yves Chevalier en prend la direction à partir de 1982 (et la quittera en 2024). Dix volumes thématiques édités par Parole et Silence sont publiés à partir des articles Sens. La revue publie aussi des études consacrées à des auteurs tels que Jules Isaac, Paul Démann, Jacques Maritain, Henri-Irénée Marrou, Jacques Madaule.

## Publications
- La Stratification sociale en Israël : d'un projet de société égalitaire à la réalisation d'une société stratifiée : étude historique et statistique, sous la direction de François Bourricaud, Paris, Hachette, 1975
- L'Antisémitisme. Le Juif comme bouc émissaire, préface du François Bourricaud, Éditions du Cerf, coll. « Sciences humaines et religions », 1988  (ISBN 2-204-02912-2) 464 p. [réédition Éditions du Cerf, 2011] (traduction italienne sous le titre L'antisemitismo - L'ebreo come capro espiatorio, avec une préface d'Attilio Agnoletto, éd. Istituto Propaganda Libraria, Milan 1991  (ISBN 88-7836-367-7) 411 p.) [compte rendu sur Persée]
- avec Bruno Charmet et Jérôme Beau, Juifs et chrétiens, pourquoi nous rencontrer ?, Paris, Parole et silence, mars 2013, 261 p. (EAN 9782889181629, présentation en ligne)